# الطالع

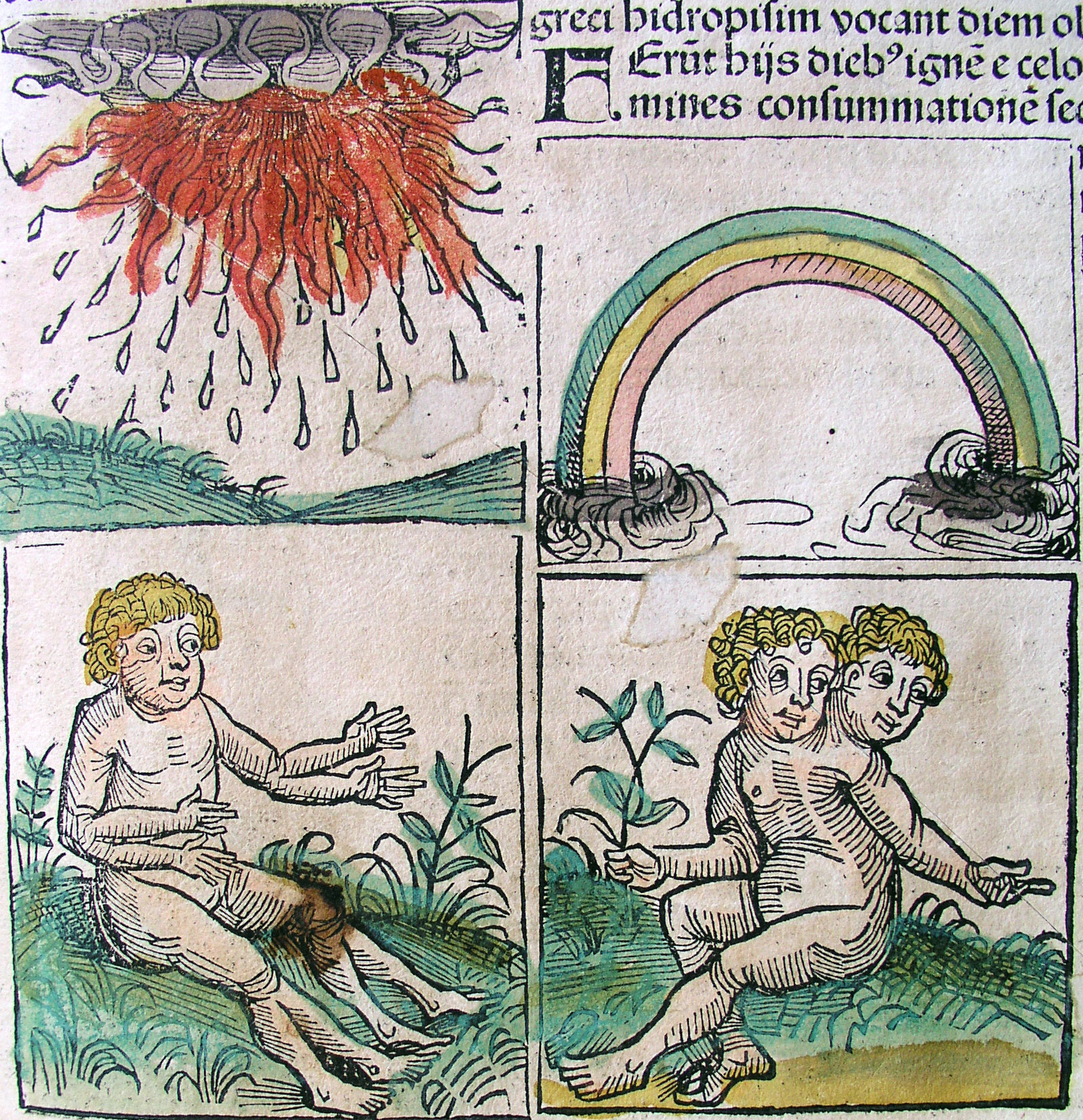
الولادات الطبيعية وغير الطبيعية 1493 م

الطالع هي مسألة الإيمان بإمكانية التنبؤ بالمستقبل، وقراءة علامات حلول الأحداث، وقد أعتقد الناس في العـصور القديمة بأن الطوالع هي رسائل مقدسة من الآلهة. تتنوع دراسة الطوالع بين حالات طبيعية مثل الخسوف والكسوف والأنواء الطبيعية والولادات الشاذة للحيوانات والبشـر، أو بالتـضحية بالحيوانات من قـبل مختصين مثل الكهنة، أو العرافين الذين استخدموا أكبدة الحيوانات المقربة لمخاطبة الآلهة من أجل معرفة الأجوبة بنعم أو لا أم محبب أو غير محبب.

## الآشوريون

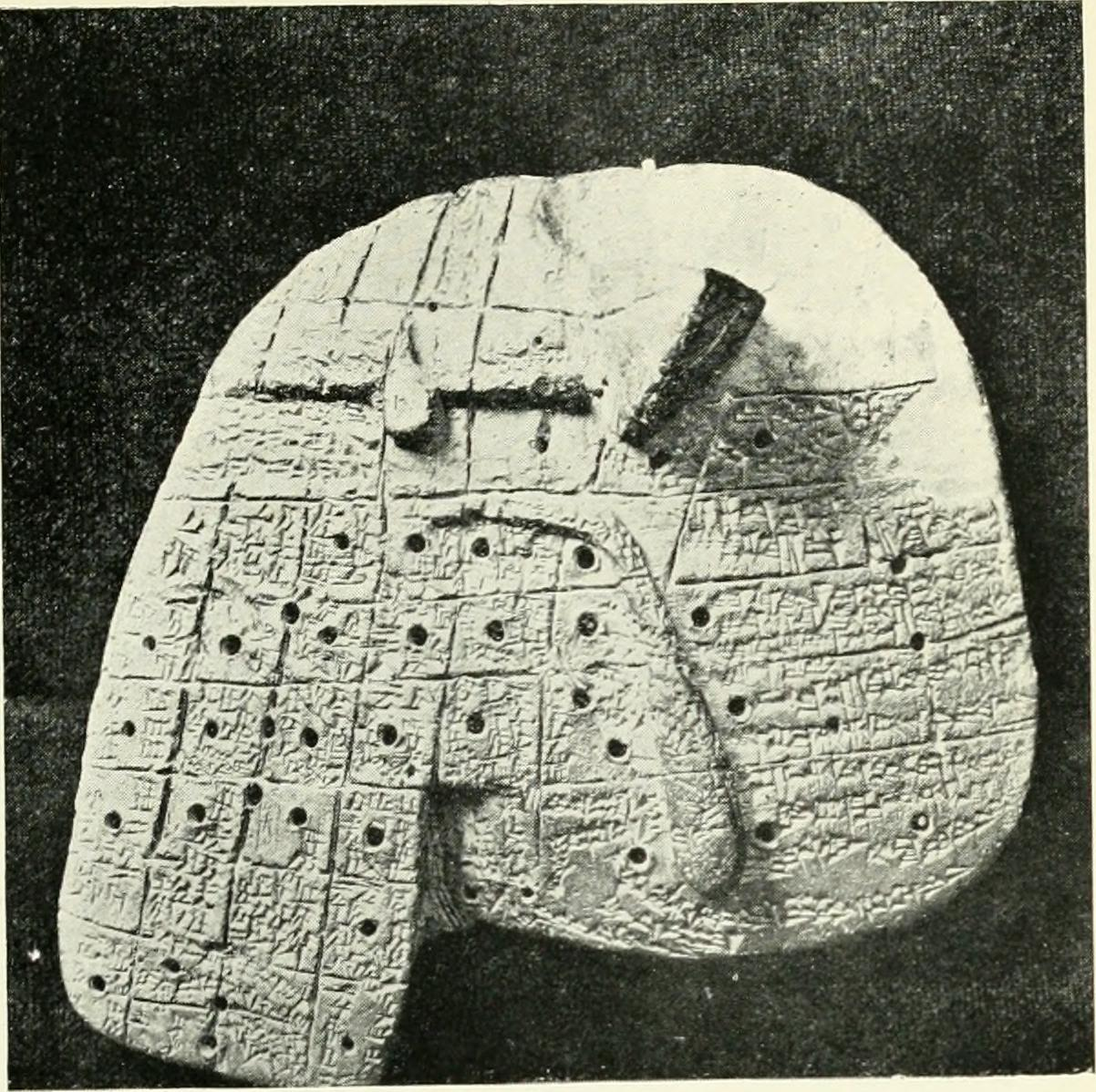
لوح طيني يمثل كبد خروف يستخدم لأغراض التنبؤ

أقـدم مصـدر حصل عليه في دراسة الطوالع يـرجع إلى الألفية الثانية قبل الميلاد حيث اسـتخدمت بكثـرة من قبل الملوك الآشوريين وخاصة في عهد الملك الآشوري آسرحدون وأبنه الملك آشوربانيبال في القرن السابع قبل الميلاد. وقداستخدمت ثلاثة طرق رئيسية في دراسـة الطـالع هي معاينة الكبد و معاينة الماء ومعاينة الدخان. تتم معاينة الكـبد من خلال ملاحظة الاختلافات في مظهر أحشـاء للأغـنام التي غالبا ما تستخدم للخدمات الملكية.
حصل المنجمين الذين تنبأوا بالطوالع على مراكز مهمة في آشور خلال القرن السابع ق.م حيث حصل المنجمون على نفوذ من خلال قراءة الطوالع ونصح الملك من أجل تفادي الأحداث السيئة خلال فترة حكم الملك آسرحدون (681 - 669 ق.م). سجـلت الطوالع الملاحظة بشكل سلسلة على الألواح الطينية يعود بعضها إلى منتصف الألفية الثانية ق.م والتي وصل بعضها إلى وقتنا الحالي.
أنتشرت قراءة الطوالع في الشرق القديم حيث عثر على ألواح طينية بشكل أكباد الماشية التي استخدمها العرافون من أجل تعلم المهنة

## الأغريق القدامى

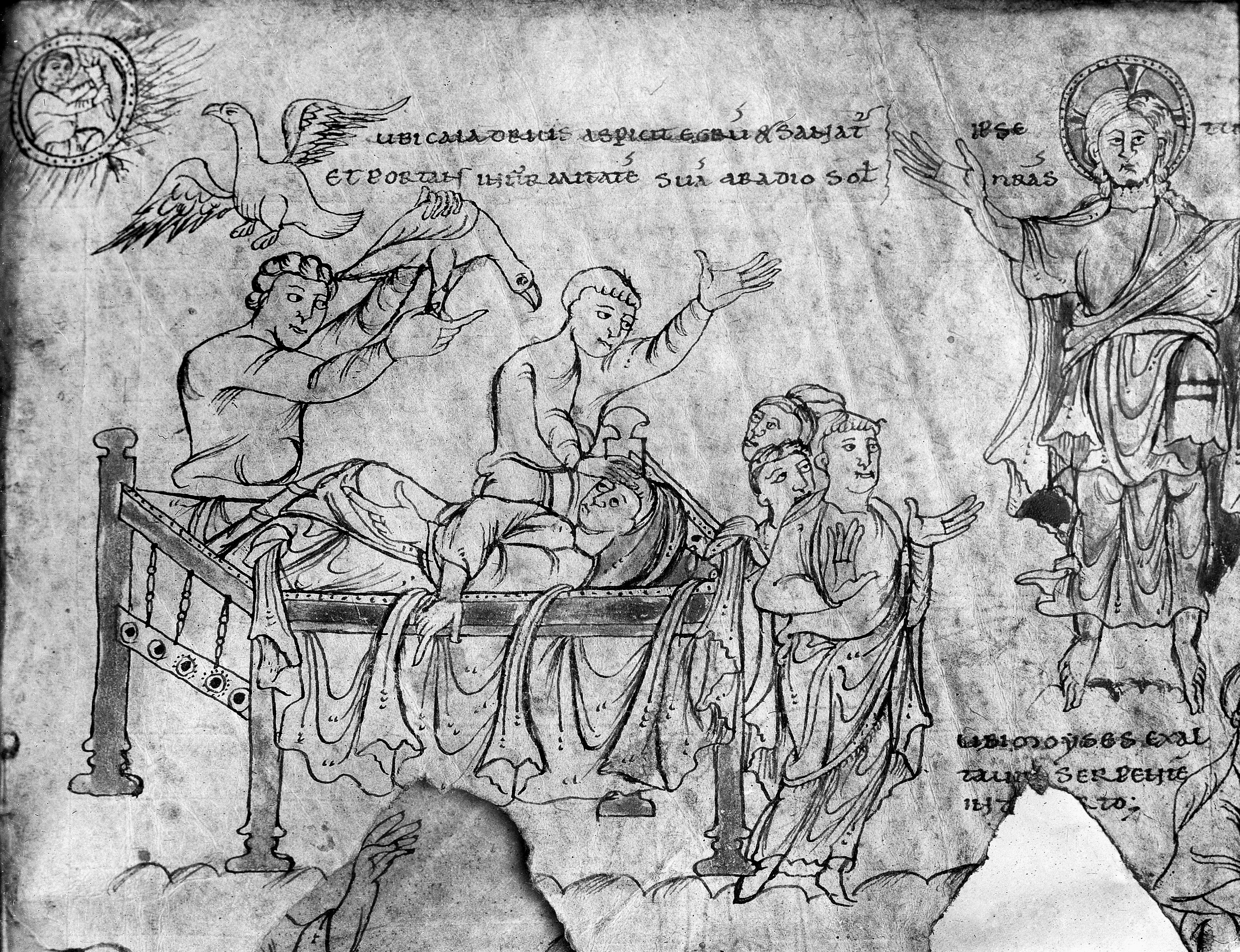
استـخدام الطـير من قبل الكهنة لقراءة الطالع

عرف الإغريق الطوالع من خلال النسور التي اعتبروها طيور نبوية حيث يتم ملاحظة صرخات الطير واتجاه تحليقه إذ يحاول المبشرون التنبؤ بالمستقبل وكما اعتقدوا أن الرعد والصواعق رسائل أرسلت من زيوس، أعتقد اليونانيون بان الطوالع تعكس إرادة الألهة وأوامرهم وردة أفعالهم لمساعي الإنسان. طيران النسر نحو اليسار هو علامة طالع سلبيه أما صراخ الطائر الحزين أو حدوث البرق في مواقع محددة يعتبران علاماتان ايجابيتان للطالع.

## روما القديمة
اعتمدت ديانة روما القديمة على طريقتين مميزتين لقراءة الطوالع، الأولى عن طريق المبشرين الذين يتنبؤون بحركة الطيور، والكهنة الذين استخدموا القرابين للحصول على الأحشاء الضرورية لإجراء التنبؤ، الرومان على عكس اليونانيين اعتبروا الإشارات على اليسار علامات خير ومرغوبة والإشارات على اليمين إشارات سلبية ومبغوضة.

## التنجيم
في مجال التنجيم أعتبر الخسوف والكسوف وظهور المذنبات، إشارات إلى ولادة أو وفاة نبيل وأحداث مهمة في تاريخ المجتمعات.

## الطالع السيئ والجيد
اختلف اعتبار الطالع بين سيئ وجيد حيث قد يختلف التنبؤ بأختلاف المتنبئين والحضارات فمثلا اعتبر المذنب هالي فال سيئ لملك انكلترا هارولد جودوينسون، فيما أعتبر فألٌ حسن لويليام الفاتح

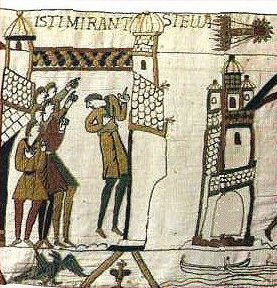
المذنب هالي -1066 م

## انـظر أيضا
- علم التنجيم
- طلسم
- تميمة
- كهانة